# 弗拉基米尔·弗拉基米罗维奇·弗拉基米罗夫
弗拉基米尔·弗拉基米罗维奇·弗拉基米罗夫（羅馬化：Vladimir Vladimirovich Vladimirov；1975年10月14日—）是俄罗斯政治人物，现任斯塔夫罗波尔边疆区行政长官。
1997年，弗拉基米罗夫毕业于乌法国立石油技术大学。2006年，他毕业于秋明国立石油天然气大学。2010年3月14日，他当选为亚马尔-涅涅茨自治区立法会议议员。同年4月21日，他转任亚马尔-涅涅茨自治区第一副行政长官。2013年，普京任命他为斯塔夫罗波尔边疆区代理行政长官。次年，他正式当选为第4任斯塔夫罗波尔边疆区行政长官。
弗拉基米罗夫于2022年因俄乌战争而受到英国政府制裁。